# Idaea sincerio
Idaea sincerio là một loài bướm đêm trong họ Geometridae.